# Octavio Paz
Octavio Paz Lozano  escoltar (?·pàg.) (Mixcoac, 31 de març del 1914 — Ciutat de Mèxic, 19 d'abril del 1998) fou un poeta, assagista i diplomàtic mexicà, guardonat amb el Premi Nobel de Literatura el 1990.

## Biografia
Octavio Paz va néixer a ciutat de Mèxic el 31 de març del 1914 enmig de la Revolució mexicana. Criat a Mixcoac, una població propera (i que ara forma part de ciutat de Mèxic) per la seva mare, Josefina Lozano, una dona religiosa, així com per una tia i el seu avi patern, un soldat retirat de les forces de Porfirio Díaz, intel·lectual liberal i novel·lista. El seu pare, també anomenat Octavio Paz, treballava com a escrivà i advocat per a Emiliano Zapata, i va estar involucrat en la reforma agrària que va seguir la revolució, activitats que van provocar que s'absentés durant llargs períodes de casa.
Paz va ser influenciat des de petit per la literatura pel seu avi, que cobria tant la literatura clàssica com el modernisme mexicà. Va descobrir els poetes europeus Gerardo Diego, Juan Ramón Jiménez i Antonio Machado durant la dècada del 1920, que van influenciar granment els seus escrits més primerencs. Va publicar el seu primer poema ja com a adolescent l'any 1931, Caballera. Dos anys després, Paz va publicar Luna Silvestre, una col·lecció de poemes, i el 1939 va ser considerat un dels més prometedors joves poetes.
El 1937, Paz va acabar els estudis universitaris i va viatjar a Yucatán a la recerca de feina en una escola propera a Mérida. Allà va començar a treballar en el seu poema Entre la piedra y la flor (1941, revisat el 1976), el qual descriu la situació i la fe del camperol mexicà com a resultat d'una societat capitalista.
Aquell mateix any 1937, visita Espanya durant la Guerra Civil espanyola, i mostra la seva solidaritat amb els republicans. Al seu retorn a Mèxic, participa com a cofundador de la revista literària anomenada Taller (1938), i hi escriu fins al 1941. L'any 1943, rep la Beca Guggenheim i comença els seus estudis a la Universitat de Berkeley als Estats Units, i dos anys després comença a servir com a diplomàtic mexicà, treballant a França fins al 1962. Durant la seva estada, el 1950, escriu i publica El laberinto de la solitud, un innovador estudi dels pensaments i la identitat Mexicana. El 1976, fundà la revista Vuelta, en què col·laborà Ramon Xirau i Subias, bon amic seu.
El 1981, fou guardonat amb el Premi Cervantes, màxim guardó de les lletres castellanes. El 1990, fou guardonat amb el Premi Nobel de Literatura, i el 1993 la seva revista Vuelta fou guardonada amb el Premi Príncep d'Astúries de Comunicació i Humanitats.
Octavio Paz morí el 19 d'abril del 1998 a la seva ciutat natal, ciutat de Mèxic.

## Obres publicades

### Obra poètica
- 1957 - Piedra de Sol
- 1958 - Libertad bajo palabra
- 1962 - Salamandra
- 1969 - Ladera Este
- 1976 - Vuelta
- 1987 - Árbol Adentro

Sota el títol El fuego de cada día el mateix Paz recull una significativa selecció de la seva obra poètica.

### Assaigs
- 1950 - El laberinto de la soledad
- 1956 - El Arco y la Lira
- 1957 - Las peras del olmo
- 1965 - Cuadrivio
- 1966 - Puertas al Campo
- 1967 - Corriente Alterna
- 1967 - Claude Levi-Strauss o el nuevo festín de Esopo
- 1968 - Marcel Duchamp o el castillo de la Pureza, amb la seva reedició ampliada Apariencia desnuda (1973)
- 1969 - Conjunciones y Disyunciones
- 1969 - Postdata, continuació de El Laberinto de la Soledad
- 1973 - El signo y el Garabato
- 1974 - Los Hijos del Limo
- 1979 - El Ogro Filantrópico
- 1979 - In-mediaciones
- 1982 - Sor Juana Ines de la Cruz o las trampas de la fe
- 1983 - Tiempo Nublado
- 1983 - Sombras de Obras
- 1984 - Hombres en su Siglo
- 1990 - Pequeña Crónica de Grandes Días
- 1990 - La Otra Voz
- 1991 - Convergencias
- 1992 - Al Paso
- 1993 - La Llama Doble
- 1994 - Itinerario
- 1995 - Vislumbres de la India

### Traduccions
- 1957 - Sendas de Oku, de Matsuo Basho
- 1984 - Antología de Fernando Pessoa